# Odigitria

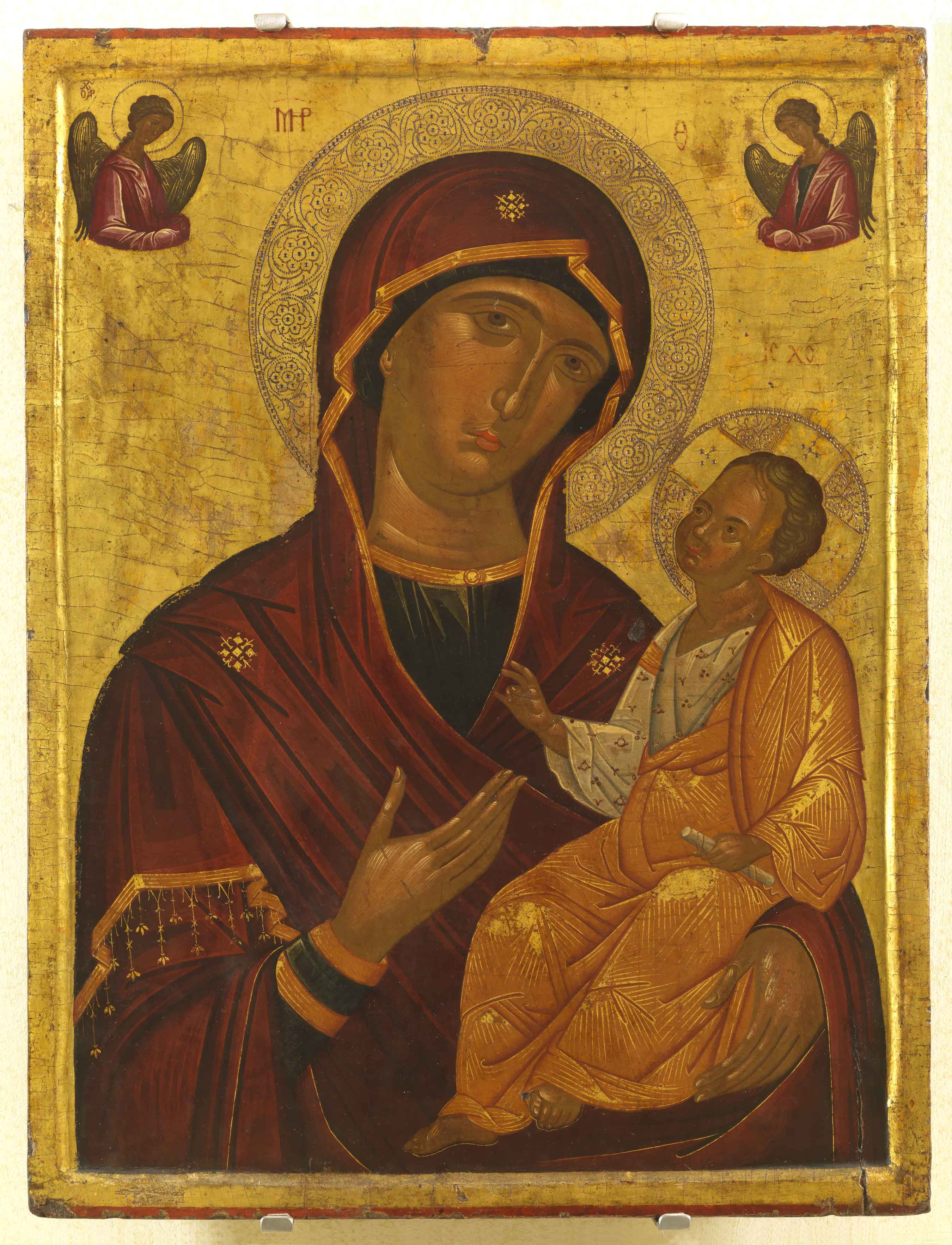
Maria Odigitria, XVI sec., olio su tavola di scuola cretese

La Madonna Odigìtria, Odighìtria, o anche Odegétria (dal greco bizantino Ὁδηγήτρια, "colei che conduce (mostrando la direzione)", composto di ὁδός «via» e ἄγω, ἡγοῦμαι «condurre, guidare»), altrimenti nota anche come Vergine Odigitria, Theotókos Odigitria, Panaghía Odigitria, Madonna dell'Itria, Madonna dell'Idria, Madonna dell'Idra (a seconda della declinazione dialettale che si è andata determinando, nel tempo e nello spazio, nelle varie parlate e nei rispettivi culti locali) o Madonna del (buon) cammino, è una della tante iconografie mariane, diffusa in particolare nell'arte bizantina e nella Rus' di Kiev medioevale. L'iconografia è costituita dalla Madonna con in braccio il Bambino Gesù, seduto in atto benedicente, che tiene in mano una pergamena arrotolata e che la Vergine indica con la mano destra (da qui l'origine dell'epiteto).

## Storia iconografica

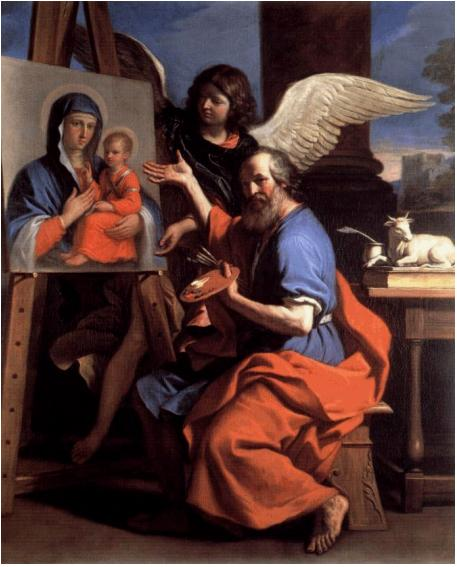
San Luca che mostra un dipinto della Vergine (1652-1653). Questo dipinto del Guercino raffigura la creazione dell'icona della Vergine Odigitria.

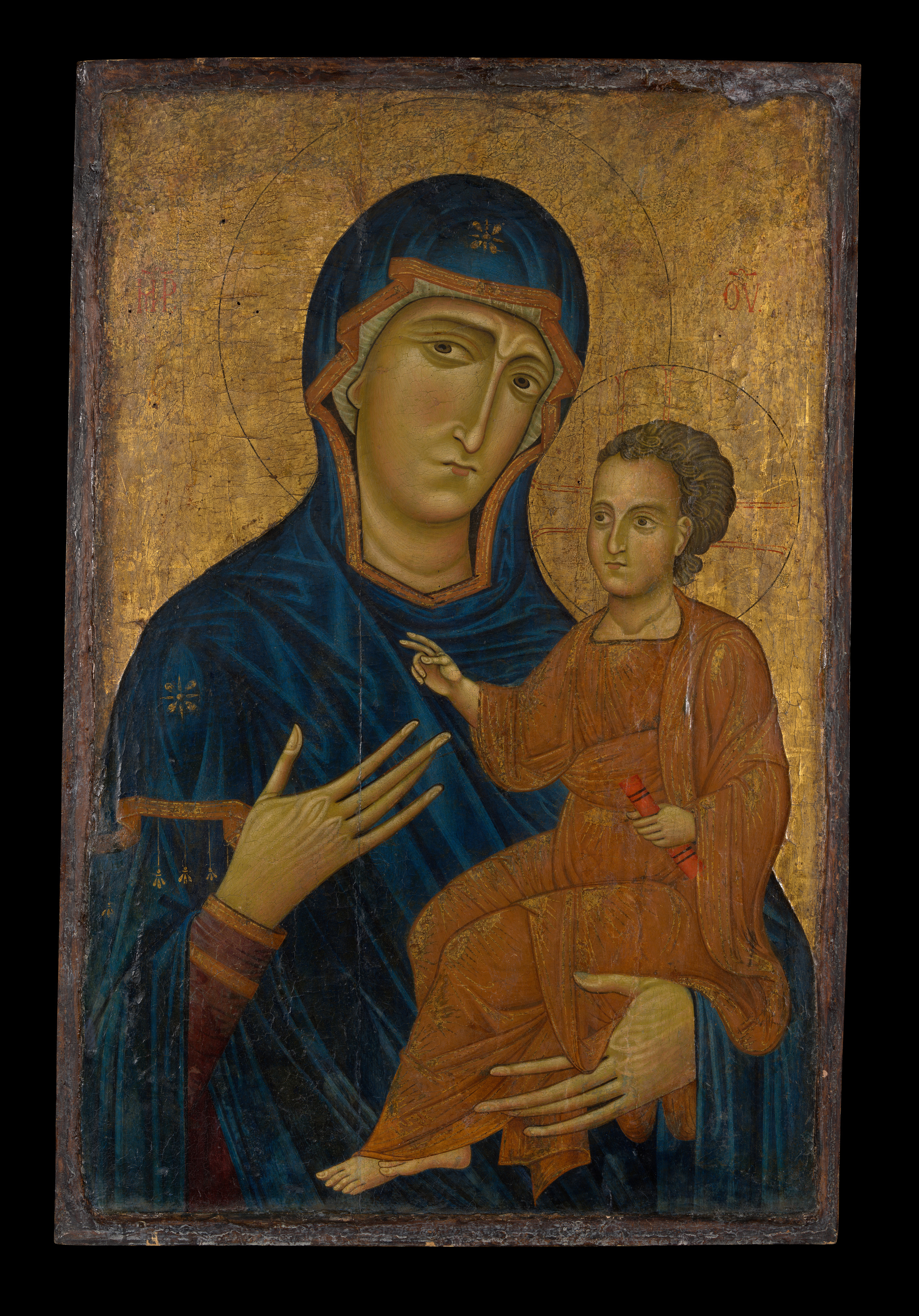
Odigitria di Berlinghiero Berlinghieri, mostra l'influenza bizantina nell'arte italiana del XIII secolo.

Questo tema figurativo trae origine dall'icona omonima che rappresentò, a partire dal V secolo, uno dei maggiori oggetti di culto a Costantinopoli.
Secondo l'agiografia, infatti, questa reliquia sarebbe stata una delle icone mariane dipinte dall'evangelista Luca che Elia Eudocia (Aelia Eudocia, circa 401-460), moglie dell'imperatore Teodosio II, avrebbe ritrovato in Terra santa e traslato a Bisanzio.
L'icona era conservata nella basilica omonima che venne edificata per l'occasione in riva al mare, in posizione decentrata rispetto al complesso costituito dal palazzo imperiale, il circo e le due chiese di Santa Sofia e Santa Irene (nella parte più antica della città, corrispondente all'antica Bisanzio pre-romana).
L'icona originaria, che veniva portata in solenni processioni e durante i trionfi, andò perduta quando Costantinopoli cadde in mano agli ottomani nel 1453. Alcuni resoconti - storicamente di dubbia attendibilità - riferiscono che l'icona si sarebbe infranta, mentre veniva portata in processione, il 28 maggio 1453, esattamente il giorno prima della caduta della città che subiva l'assedio finale dell'esercito di Maometto II. Più probabilmente, fu distrutta dagli stessi ottomani il giorno della caduta della città.
Scrive lo storico dell'arte Ennio Concina, parlando dell'icona della Madonna Nicopeia custodita nella Basilica di S.Marco, a Venezia, di artista bizantino del XII secolo e identificata dalla tradizione come Odighitria imperiale :"... l'inno bizantino alla Vergine Madre...questo è la Nicopeia, la rigida e ieratica immagine avvolta nel severo panneggio del maphorion esposta a S.Marco, dov'è giunta nel primo duecento dopo la presa di Costantinopoli. Non una semplice tavola dipinta, ma una delle icone poste al centro della liturgia imperiale: custodita in una cappella del palazzo di Bisanzio, la Condottiera delle legioni è insegna dell'esercito e patrona dei romani. È la Nicopeia dunque, effigiata un tempo sulle porte dell'antica capitale sul Bosforo, a fare di Venezia, una volta che vi si è trasferita, città -santuario della Theotokos, città regale... della madre di Dio" 
Il culto di quest'icona fu particolarmente popolare: a essa sono intitolate chiese e luoghi di culto, soprattutto in Grecia, nell'Italia meridionale, in Sicilia e in Sardegna.

## Il culto in Sardegna

### Storia, tradizione e devozione alla Vergine D'Itria a Portoscuso

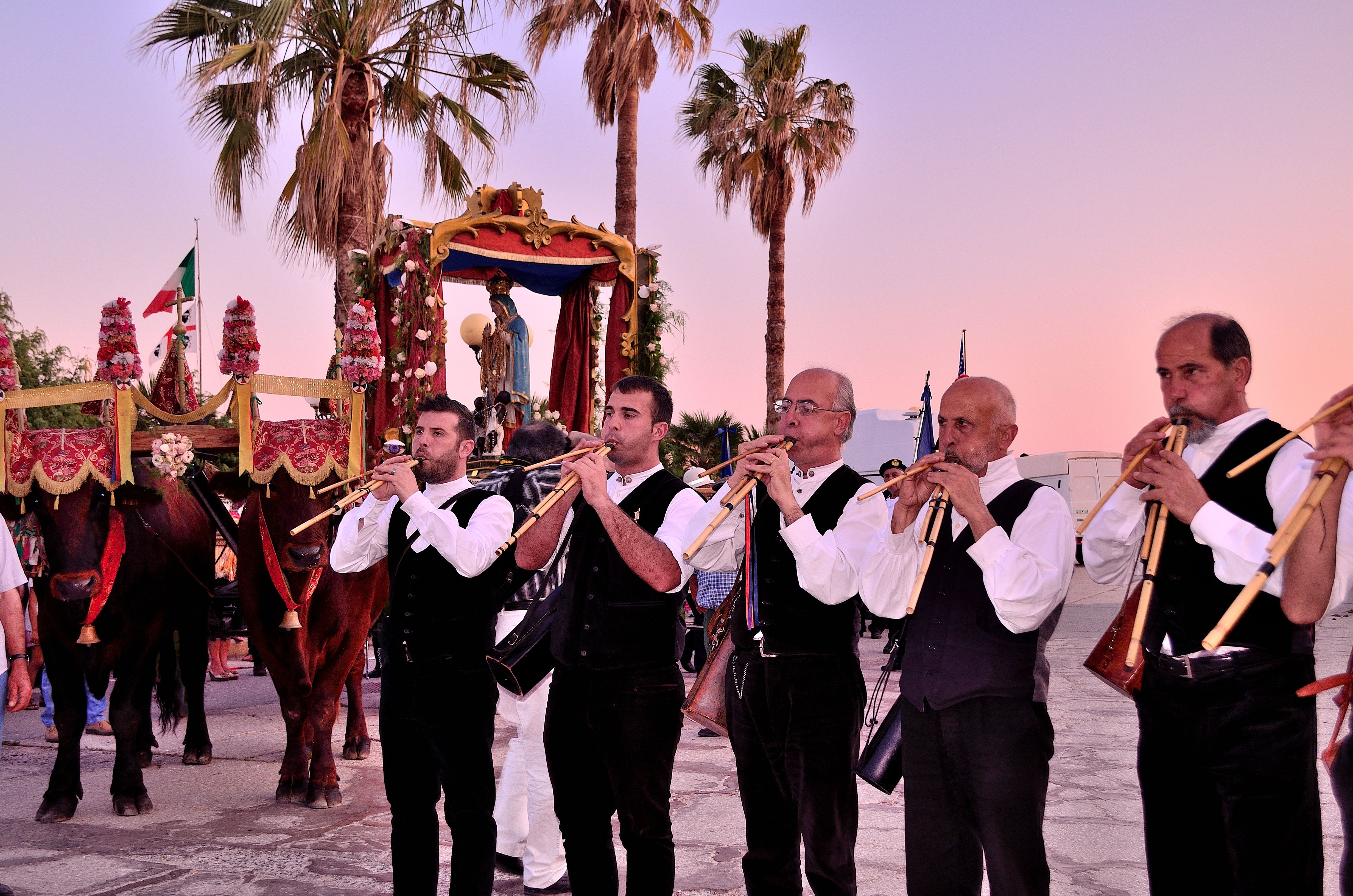
Suonatori di Launeddas

La Tradizione popolare vuole che il Culto alla Vergine D’Itria si sia propagato grazie ai tonnarotti che durante una mattanza, trovarono tra le reti una misteriosa cassa di cedro che issarono sulla barca (musciara, barca del Rais), e la portarono sigillata a Su Pranu (Tonnara di Portoscuso), dove finalmente aprirono la cassa e trovarono un quadro raffigurante una Madonna con due moretti ai suoi piedi. 
Questo quadro raffigurante l’Odigitria, attribuito alla mano di San Luca Evangelista, sarebbe sfuggito alla guerra iconoclasta per intervento di una nobile fanciulla che, per preservarlo da una sicura distruzione, lo mise in una cassa di cedro e lo affidò ad alcuni marinai che partivano da Costantinopoli per recarsi in Italia. 
Durante il viaggio questa nave fu travolta da una tempesta, gli uomini si salvarono ma il quadro andò perduto per ricomparire dopo diverso tempo fra le reti dei tonnarotti portoscusesi.  I dirigenti spagnoli, che erano molto religiosi, pensarono che questo fosse un segno del cielo, quindi decisero di onorare degnamente la Madre di Gesù, e il proprietario della tonnara costruì una Chiesa per la Comunità dei pescatori che risiedevano stabilmente a Portoscuso. 
La Comunità Portoscusese è devota alla Vergine D’Itria da circa tre secoli e mezzo. A Lei è dedicata la Chiesa Parrocchiale che è l’unica in tutta la Sardegna e si celebra con grande Solennità e devozione la Sua Festa annuale che ricorre cinquantadue giorni dopo la Santa Pasqua (il Martedì dopo la Pentecoste).
Sull'origine del culto della Vergine D'Itria in Sardegna sono state formulate diverse teorie. Una delle tante teorie afferma l'ipotesi secondo cui molti coloni dell'Italia meridionale, giunti in Sardegna soprattutto per la pesca, non potendo ritornare nelle terre natie per la festa grande dedicata all'Odigitria, d'accordo con il clero locale, avrebbero istituito in molte località sarde la festa in suo onore. Non sono pochi, infatti, i paesi in Sardegna che godono della sua protezione e hanno voluto onorarla con quadri, simulacri o addirittura confraternite. 
Da Cagliari a Gavoi, da Benetutti a Oristano il culto della Vergine D'Itria è assai diffuso, ma solo a Portoscuso è venerata come Patrona dell'intero territorio comunale.
Per circa una settimana i festeggiamenti civili rappresentano importanti momenti di aggregazione. Le iniziative culturali (mostre di pittura e scultura, artigianato, concerti polifonici, folkloristici etc..), ricreative (tornei di sport che coinvolgono i giovani del territorio, tornei di carte e di biliardo, tornei di tiro con l'arco, che coinvolgono i meno giovani), iniziative di folklore locale (canti tradizionali sardi e sfilate in costume), manifestazioni gastronomiche (esposizione e degustazione di prodotti tipici locali ed isolani),  intendono mantenere in vita un legame con i tempi passati che, ravvivando la memoria storica, infondano nei cuori un forte desiderio di recupero di quella genuinità e fraternità che ha caratterizzato la Comunità fin dal suo sorgere.
I festeggiamenti religiosi vengono scanditi con una preliminare Novena che raccoglie i fedeli e li sensibilizza all'espressione di fede mariana.
L’inizio dei Festeggiamenti è il sabato quando in serata il Simulacro viene condotto in processione presso il rione “Piano di Zona” accompagnata dai Gruppi Folk locali che cantano il Santo Rosario in lingua Sarda, dove staziona presso la Cappella di S. Ignazio da Laconi.  Il giorno seguente (Domenica) il Simulacro fa ritorno processionalmente su un cocchio alla Chiesa Parrocchiale accompagnato dalle Confraternite della Vergine D’Itria e dai Gruppi Folk di diverse località.
Il Lunedì dopo la Pentecoste, il Simulacro viene trasportato processionalmente a spalle dai Tonnarotti a Su Scaru (approdo della Tonnara), accompagnato dai fedeli, i quali eseguono i tradizionali canti votivi de Is Goccius. Giunti a Su Scaru il Simulacro viene imbarcato a bordo di una barca della flotta della Tonnara (Paliscarmotto) e accompagnato dal Clero, dalle autorità civili e militari, e dalle imbarcazioni dei pescatori, salpa per una processione a mare verso l’impianto delle reti della tonnara, dove si benediranno le stesse e si reciterà la preghiera per una abbondante pesca. 
Il culmine dei Festeggiamenti è il martedì : giorno de sa Festa Manna. Al mattino avranno inizio le Celebrazioni Religiose con la S. Messa Solenne presieduta dal Vescovo Diocesano e da numerosi sacerdoti provenienti da svariate località dell’Isola e da sacerdoti internazionali specializzandi presso le Pontificie Università. Al termine della Celebrazione il Simulacro viene intronizzato sul Cocchio, addobbato con drappi e composizioni floreali, e trainato da Su Ju de is bois (giogo dei buoi) viene condotto processionalmente al porto industriale di Portovesme.  Numerose sono le soste per consentire ai fedeli di deporre un mazzo di fiori o un ex-voto alla Madonna o per consentire "il saluto" alle persone anziane o malate. All'arrivo al Porto il Simulacro viene accolto dal suono delle sirene delle navi mercantili e dalle Autorità Civili e Marittime in picchetto d’onore.  Nel pomeriggio il grande Peschereccio con a bordo il Simulacro, viene circondato ed accompagnato fino al porto turistico da una processione di centinaia di imbarcazioni pavesate a festa, dalle Motovedette, dal Traghetto e dal Rimorchiatore che omaggia la Vergine con lo spettacolare getto d’acqua degli Idranti. Lungo la barcheggiata si effettua una sosta per la preghiera e la deposizione di una corona di fiori ai caduti del mare.

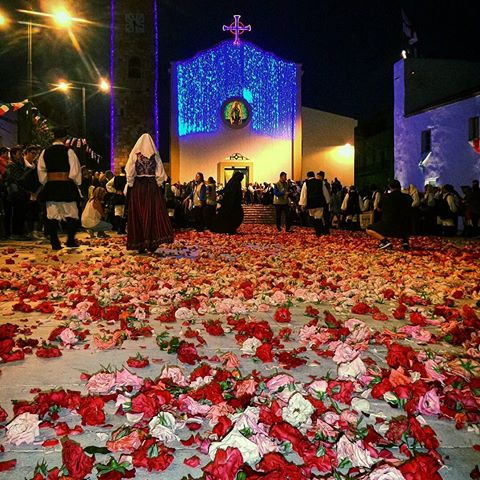
Rientro della Vergine D'Itria - Portoscuso

Al suo ingresso al porto turistico viene accolta dallo scoppio di granate, fumogeni colorati e da una grande folla di fedeli, turisti. Giunti a destinazione, il Simulacro viene portato a spalle fino al Cocchio de Su Ju de is bois. Inizia quindi la Processione a terra per le vie della Cittadina. Particolarmente suggestivo ed emozionante è il rientro dopo il tramonto alla Chiesa Parrocchiale, dove la piazza gremita di fedeli accoglie il Simulacro.  E si procede alla tradizionale  Sa Ramadura (viene steso un tappeto di rose sulla Piazza e sul Sagrato della Chiesa). Il Simulacro, viene calato dal Cocchio da uomini rigorosamente vestiti con gli abiti tradizionali sardi e si avvia verso la Chiesa quando giunto sul Sagrato si rivolge al popolo di Dio presente e al suono di campane, dallo squillo di trombe e da rulli di tamburi saluta con tre inchini la folla festante.

### Nel resto della Sardegna
Essendo per diverso tempo la Sardegna sotto il dominio bizantino dell'Impero Romano d'oriente, il culto già radicato nella sua culla mediorientale venne trapiantato pure nell'isola dove la Vergine, dato che "Odigitria" significa "colei che guida nel cammino", venne lodata col titolo di Madonna del Buoncammino, Bonu caminu in sardo.
La Beata Vergine Maria del Buon Cammino viene venerata in Sassari nella chiesa di Sant'Agostino dal 1477 ogni seconda domenica del mese e la sua solennità coincide con la seconda domenica di agosto, festa maggiore del gremio dei viandanti, associazione di arti e mestieri che partecipa alla Discesa dei candelieri, e che si è posta sotto la sua protezione sin dal giorno della sua fondazione, il 30 giugno 1633 giorno del Corpus Domini (festa piccola della confraternita). Il sodalizio conserva due simulacri, entrambi settecenteschi, uno interamente ligneo raffigurante la Vergine col Bambino che tende la mano a lu pellegrinu, il viandante alla ricerca della retta via, che attende l'indicazione (l'itria) del buon cammino; l'altro, ugualmente raffigurante la Vergine e il viandante, è invece una tipica "Madonna Vestita" di foggia spagnola. Tale simulacro, ritenuto miracoloso, è considerato anche protettore della Brigata meccanizzata "Sassari", ed è insignito sia della croce commemorativa della missione "strade sicure" che della medaglia NATO per la missione ISAF in Afganistan. Porta inoltre sopra le vesti la fascia da ufficiale dell'Esercito Italiano.
I festeggiamenti in onore della Vergine si svolgono anche a Villamar, paese della provincia del Sud Sardegna, ogni terza domenica di agosto. La festa si svolge in tre giornate principali: domenica, lunedì e martedì. La domenica si accompagna processionalmente la Madonna alla chiesetta campestre a Lei dedicata. Il lunedì è dedicato ai pellegrinaggi dei fedeli e alla celebrazione delle messe. Il martedì, al calar della sera, il suggestivo rientro alla parrocchia. La processione è preceduta dai cavalieri, i gruppi folkloristici locali e dei paesi limitrofi, abbigliati con i costumi sardi tipici del paese di provenienza, e dalle caratteristiche "traccas" che introducono l'artistico cocchio (realizzato nel 1875 in legno intagliato, policromato e dorato, considerato una delle più grandi e originali opere tra quelle prodotte dalla scuola pistoiese) trainato da un giogo di buoi. I fedeli intonano "is coggius" dedicati alla Madonna, e testimoniano la loro devozione portando "is scraus". La festa aveva luogo, inizialmente, il martedì successivo alla Pasqua, fino all'arrivo del cocchio. Nel 1875 il parroco e la confraternita decisero di spostare la data della festa al martedì di Pentecoste, sfruttando le migliori condizioni climatiche. Con lo spostamento della data i giorni di festa diventarono tre. Nel 1955 il parroco di allora, tramite un referendum proposto alla popolazione, stabilì la nuova data fissandola per la terza domenica di agosto e per il lunedì e martedì successivi. Da allora, la Madonna d'Itria si festeggia la terza domenica di agosto e la festa non è più solo religiosa ma comprende diverse manifestazioni civili organizzate da un comitato appositamente costituito. Nelle antiche date, tuttavia, in memoria della tradizione, si tengono dei festeggiamenti religiosi, promossi dalla confraternita, in onore della Vergine a cui la popolazione villamarese è particolarmente devota.
A Guasila, nella sera del lunedì successivo alla Pentecoste si accompagna in processione dal paese all'omonima chiesetta campestre medioevale (anticamente appartenente a un villaggio oggi inesistente) la statua della Madonna. Il martedì, giorno ufficiale dei festeggiamenti, vengono celebrate due Messe al mattino (prima dell'inizio della seconda si fa una breve processione attorno alla chiesa) e una la sera, dopo la quale si riporta la statua nel santuario della Beata Vergine Assunta a Guasila, dove viene allogata nell'omonima cappella.
Ad Arbus era la ricorrenza più seguita sin dai primi del 1600 come risulta dai registri della parrocchia di San Sebastiano Martire e in cui, nel 1626 fu realizzata la nicchia dove si trova la statua lignea a lei dedicata. Il culto della Madonna d’Itria nel territorio di Arbus viene attestato dal 1622, a questa data risale la chiesa campestre sita nella zona di Santa Maria in località Genna ‘e bentu.
Ogni anno, l'ultima domenica di maggio, ricorre la sua festività, il suo simulacro viene portato sul cocchio del 1868, trainato da un giogo di buoi, sino alla chiesetta campestre eretta e conservata dalla Confraternita. Quest’ultima Si era sciolta negli anni settanta e, nel 2021, è stata rifondata.
Sotto questo titolo, la Vergine Maria è patrona anche del suggestivo borgo di Ardauli, dove la si venera nella bella parrocchiale gotico-catalana.

## Il culto in Sicilia

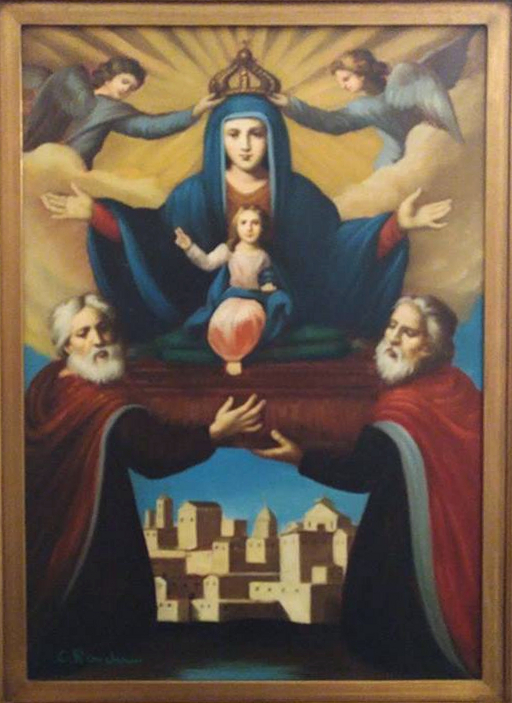
Copia della venerata icona dell'Odigitria di Piana degli Albanesi, portata dall'Albania nel XV secolo dagli esuli albanesi

La Madonna di Odigitria, più nota come Itria, si trova anche in Sicilia. Viene ricordata generalmente dalla liturgia latina il martedì che segue la domenica di Pentecoste. Il suo culto è diffuso in diverse zone dell'isola e si pensa sia un lascito della dominazione bizantina. Numerosi paesi, ad esempio Calascibetta (EN), conservano una chiesa dedicata a questo titolo mariano, e moltissime sono le raffigurazioni. Diverso però è il soggetto iconografico. Alcune raffigurazioni usano, infatti, rappresentare la Madonna in una cassa portata da due monaci, come nella grande tela venerata nella Chiesa di Santa Maria Dell’Itria in Viagrande (CT), che apparentemente scelgono strade diverse (secondo alcuni, localmente l'iconografia si rifà alla leggenda che narra di una contesa tra due paesi che volevano impossessarsi di un simulacro mariano, e che si sia conclusa con la costruzione del santuario là dove, al bivio, la Madonna divenne talmente pesante da non essere più trasportabile). 
L'Odigitria è molto venerata da secoli dagli albanesi di Sicilia, specialmente in Piana degli Albanesi (PA), patrona della cittadina. Essi, emigrati esuli in Sicilia a partire dal XV secolo, portarono con loro lingua, usi, costumi e il rito bizantino d'appartenenza, e quindi santi della tradizione cristiano-orientale come l'Odigitria. Il grande simulacro dell'Odigitria in Piana degli Albanesi incastona la venerabile icona della Vergine, che seppur ridipinta nei secoli successivi, la tradizione religiosa e popolare tramanda che sia quella portata con sé dai primi fondatori. Venerata anche nella città di Vizzini in prov. di Catania, sentita tradizione e processione del simulacro per le vie del paese.
È l'ex patrona della cittadina di Palazzolo Acreide (SR); mentre una pala della Madonna dell'Itria oggi è conservata nella chiesa dell’Annunziata di Paternò, una statua lignea del XVI secolo è custodita nella chiesa madre di Sommatino, così come un'altra nella chiesa omonima di Delia e un'altra ancora in quella di Campofranco, tutte e tre nella provincia di Caltanissetta.

## Il culto in Puglia

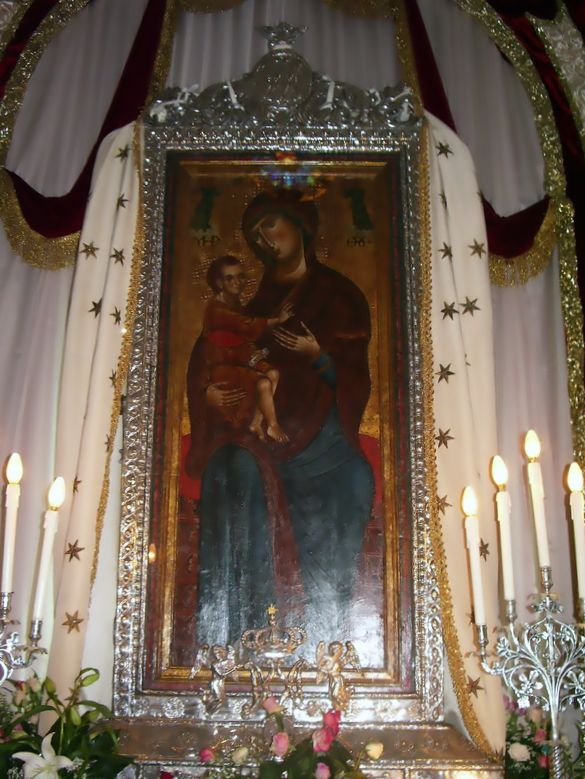
Icona della Madonna di Ripalta

Storico è il culto dell'Odigitria in Puglia, in particolar modo nella zona della porzione della Valle d'Itria, il cui nome è da ricollegare alla stessa Odigitria.
Di notevole bellezza è l'immagine della Vergine sita presso il convento dei Padri Somaschi, nel cuore della Valle d'Itria, nel territorio di Martina Franca.
La Madonna è stata recentemente affiancata a San Nicola di Myra quale coprotettrice della città di Bari; col particolare titolo di Madonna della Madia (ossia dell'almadia, un tipo d'imbarcazione), l'Odigitria è venerata a Monopoli, in provincia di Bari. L'Odigitria, venerata anche con l'appellativo di Nostra Signora di Costantinopoli, è patrona pure dell'arcidiocesi di Bari-Bitonto, della provincia di Bari e dei comuni di Binetto, Bitritto e Acquaviva delle Fonti. Ogni anno la Beata Vergine Maria Odigitria è celebrata con solennità nel primo martedì di marzo secondo l'antica tradizione, e col solenne ottavario che la prolunga e che è caratterizzato dai pellegrinaggi delle parrocchie dell'arcidiocesi. Il culto è diffuso anche nel Salento, per cui numerose sono le chiese sotto il titolo dell'Itria. Un esempio importante di Odigitria lo troviamo a Novoli, dove è custodito, presso la chiesa della Mater Dei, un pregevole affresco bizantineggiante con una rarissima Odigitria Olosoma. Facente parte dello stesso ciclo è la Vergine della Cutura (del Pane) festeggiata in antico il martedì di Pasqua. Il dipinto, per le sue caratteristiche iconografiche, rappresenta un unicum in tutta la storia dell'arte bizantina dell'Italia meridionale. Nello stesso comune assistiamo all'evoluzione del modello iconografico attraverso la raffigurazione della "Nuova Odigitria", custodita nell'antica chiesa della Madonna di Costantinopoli, detta "la Conella". A Racale vi è la Chiesa della Madonna dei Fiumi, fuori dall’urbe, dove custodisce un’antica icona bizantina della Vergine Odigitria di Costantinopoli, venerata dalla popolazione locale con il titolo di “Madonna dei Fiumi” e festeggiata per antica tradizione come a Bari, il primo martedì di marzo. 
Un esempio di tale culto mariano in Puglia è rappresentato dalla Madonna Odigitria di Pulsano, presso l'omonima Abbazia di Pulsano, iniziata da san Giovanni da Matera nel XII secolo. Altra icona è quella della Madonna di Ripalta, venerata come patrona principale della diocesi di Cerignola-Ascoli Satriano, in provincia di Foggia. Essa rappresenta un raro esemplare di Madonna con Bambino in trono su tavola, del tipo Odigitria dexiokratousa, che raffigura la Vergine quale guida (che dà l'indicazione divina, l‘Itria) per il popolo cristiano, la quale regge Gesù Bambino con la mano destra, mentre Lo indica con la mano sinistra (l'indicazione appunto, Itria), legata a una leggenda che vede la città di Cerignola e quella di Canosa di Puglia contendersi l'icona, e la località ofantina, dove era stata ritrovata. Un altro esemplare di Odigitria dexiokratousa in Puglia è conservato nel Santuario di Pasano presso Sava (TA): si tratta di un'icona bizantina dipinta su lastra tufacea, appartenente all'antica chiesa di Pasano: la lastra fu asportata dall'antico santuario e posta al centro dell'altare maggiore della chiesa riedificata nel 1712. 
Anche a Torremaggiore, una cittadina dell'Alto Tavoliere in provincia di Foggia, vi si venera un'antica e artistica immagine della Madonna con il Bambino con il volto nero, ed è di stile Bizantino. L'Icona, custodita nella Chiesa della Madonna di Loreto (tra le più belle e meglio conservate opere bizantine reperibili in Puglia), è una tavola raffigurante la Vergine Odigitria venerata dagli Arcangeli Gabriele e Michele; l'opera si colloca nell'alveo della pittura postbizantina d'intonazione cretese e interpreta il tipo della Virgo Odigitria (la Vergine che indica il cammino): l'icona risale al 1570, realizzata da un iconografo in Civitate, su commissione di Pietro Tosches, greco appartenente alla comunità arbëreshë. Altre due icone similari per fattura ed epoca, la Vergine Odigitria e il Buon Pastore, appartenenti alla stessa bottega di Civitate, sono custodite a San Paolo di Civitate.
Un ulteriore esempio di Madonna Odigitria è quello della Madonna di Sovereto, patrona della città di Terlizzi, in provincia di Bari, un'icona bizantina, secondo la leggenda, trovata in una grotta da un pastore che cercava di liberare la zampa di una pecora del suo pascolo stanziato proprio nel territorio del Sovereto, un bosco di sughero.

## Esempi iconografici notevoli

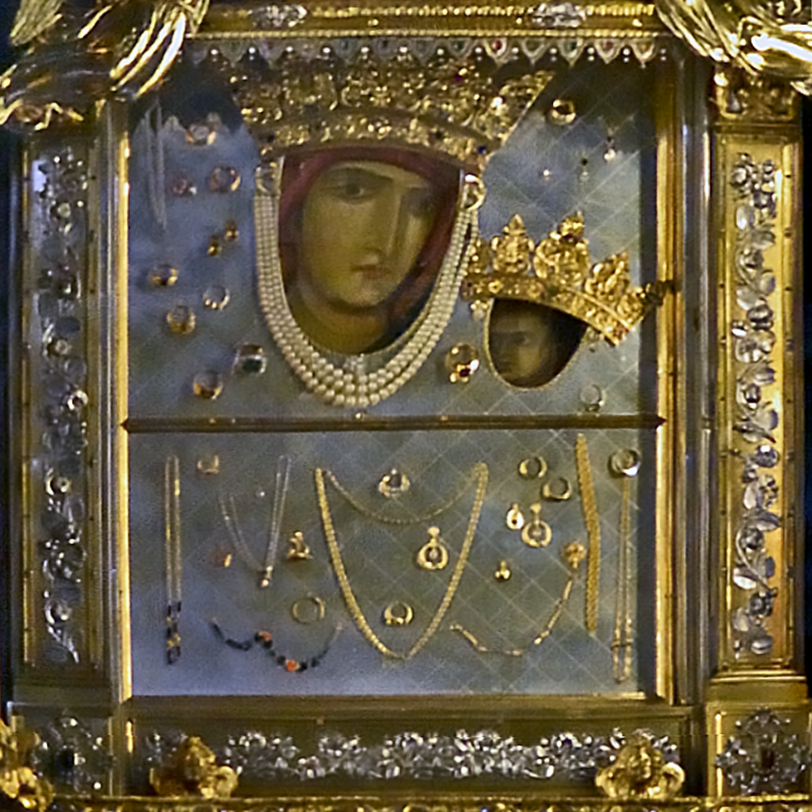
Madonna di San Luca venerata a Bologna nell'omonimo Santuario
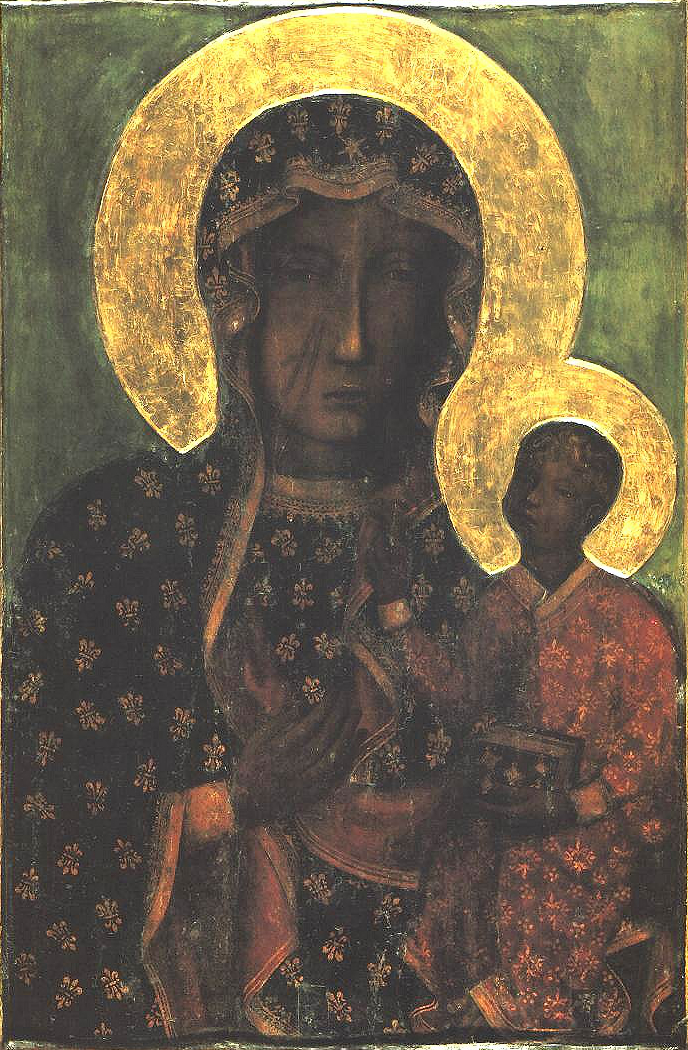
Maria Odigitria di Częstochowa.
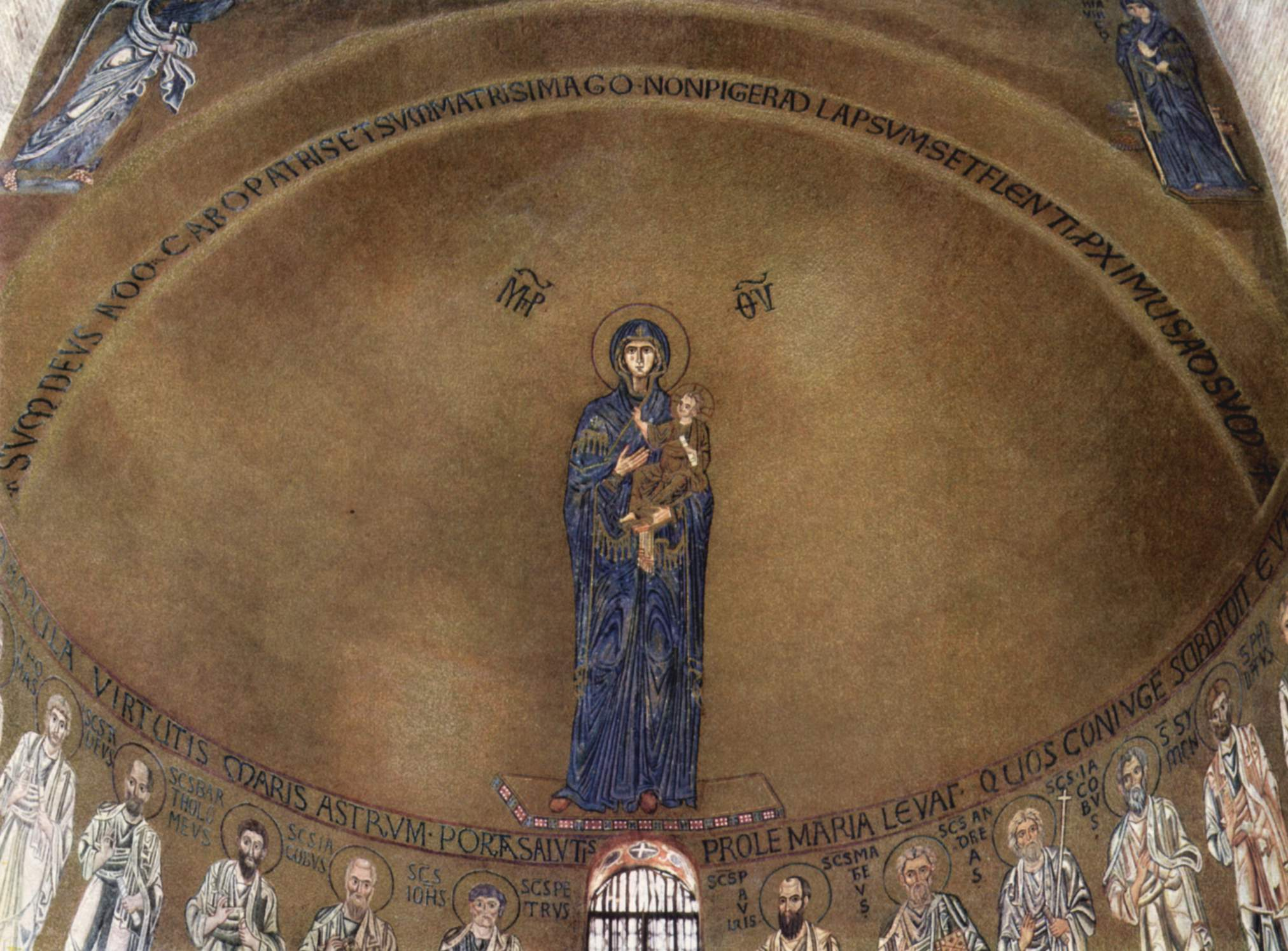
Mosaico di fattura bizantina a Torcello (Venezia), del XII secolo.
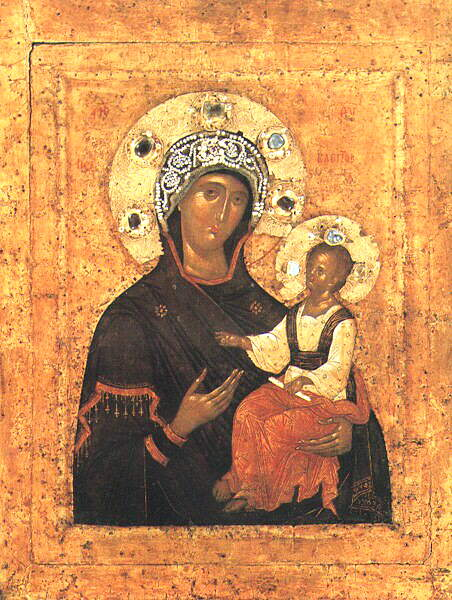
Theotókos (1350).
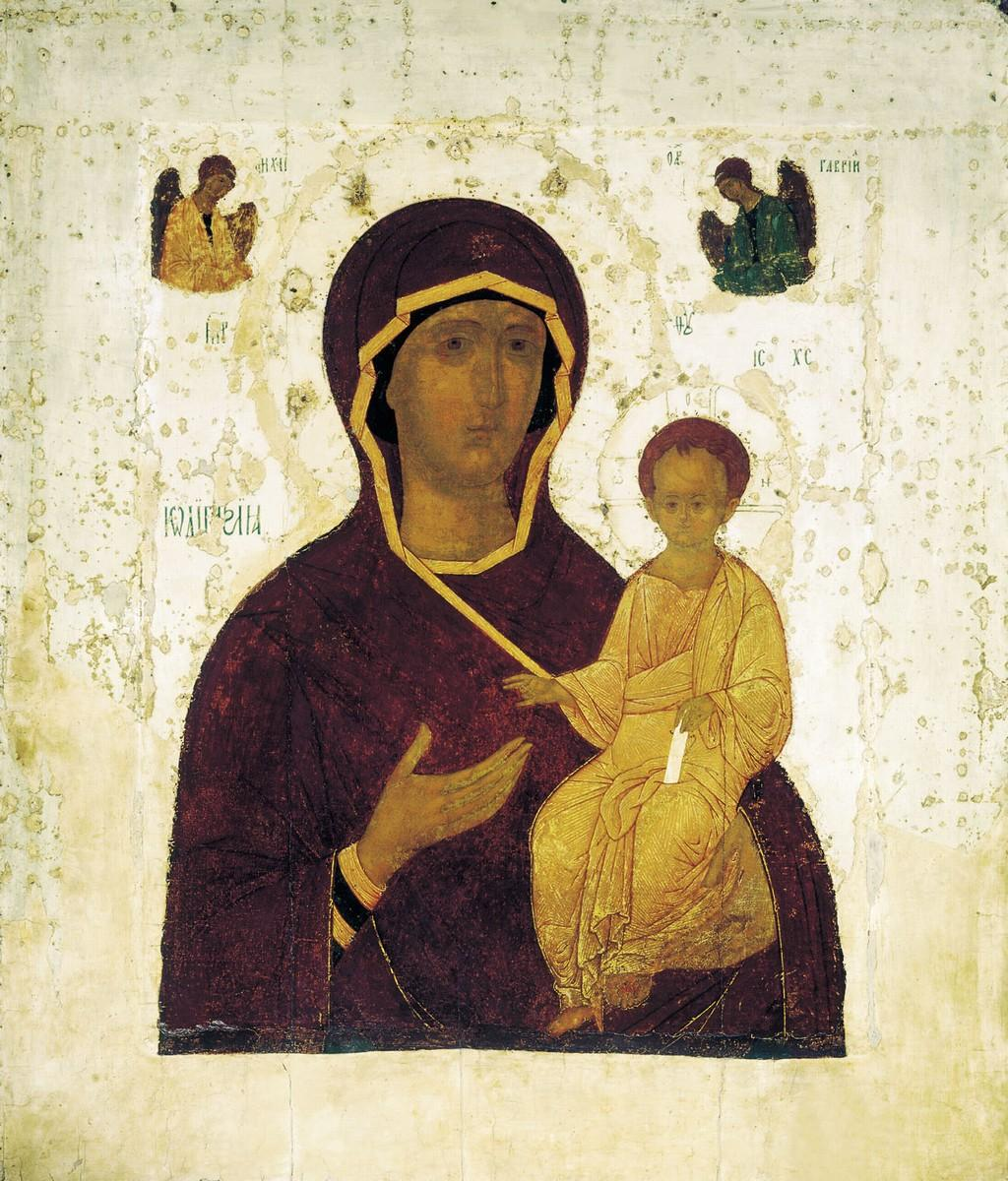
Vergine Odigitria di Smolensk in una copia del 1482.
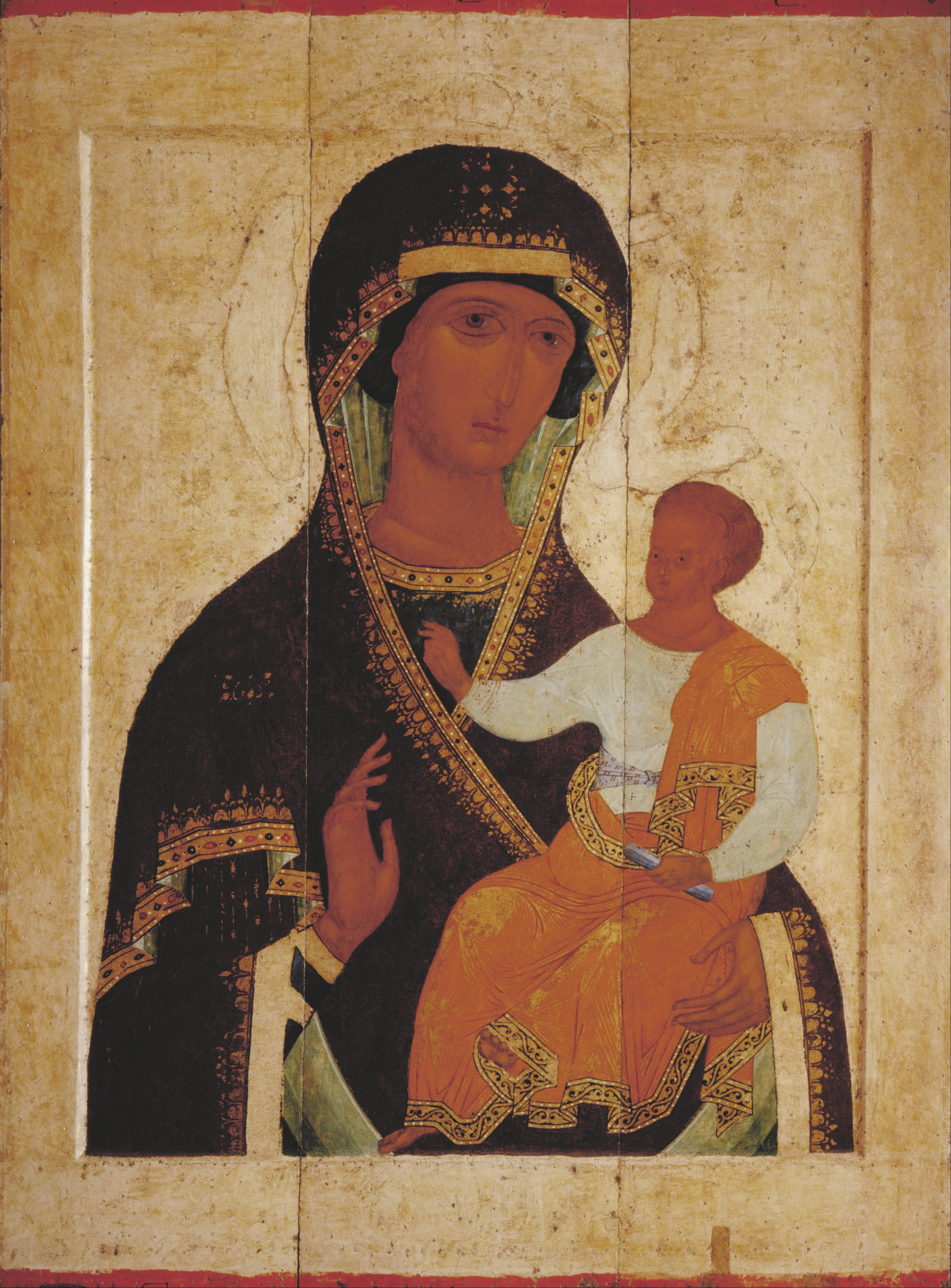
Madre di Dio Odigitria, Dionysius e Bottega, Novgorod.
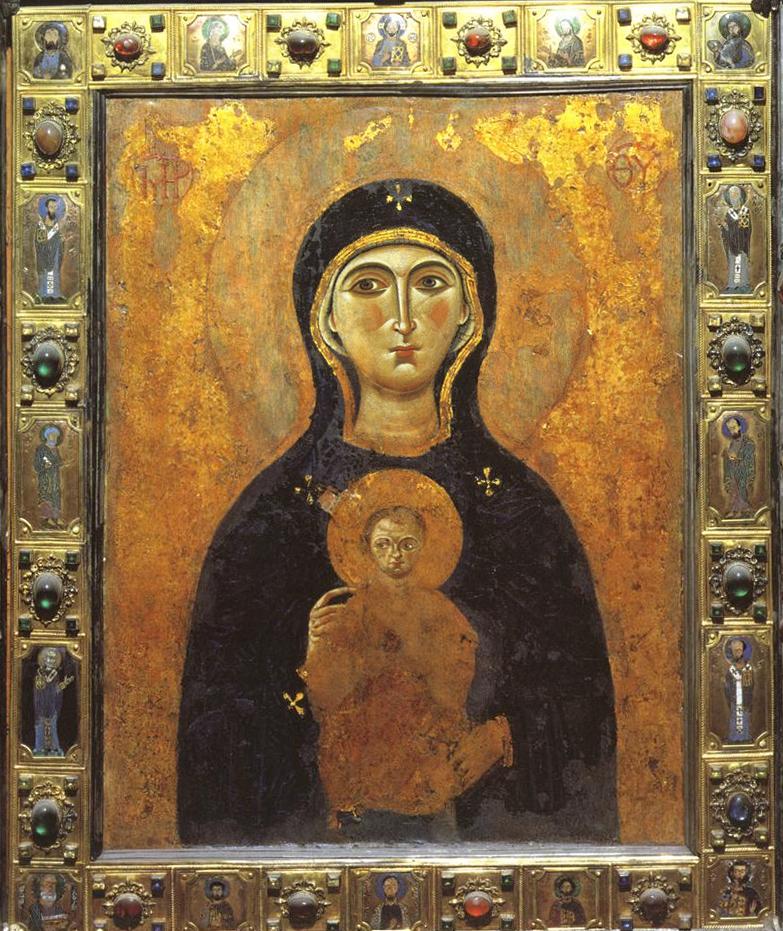
Artista Bizantino del XII sec. Documentata in S, Marco (Venezia) dal 1234 e identificata con l'Odighitria imperiale
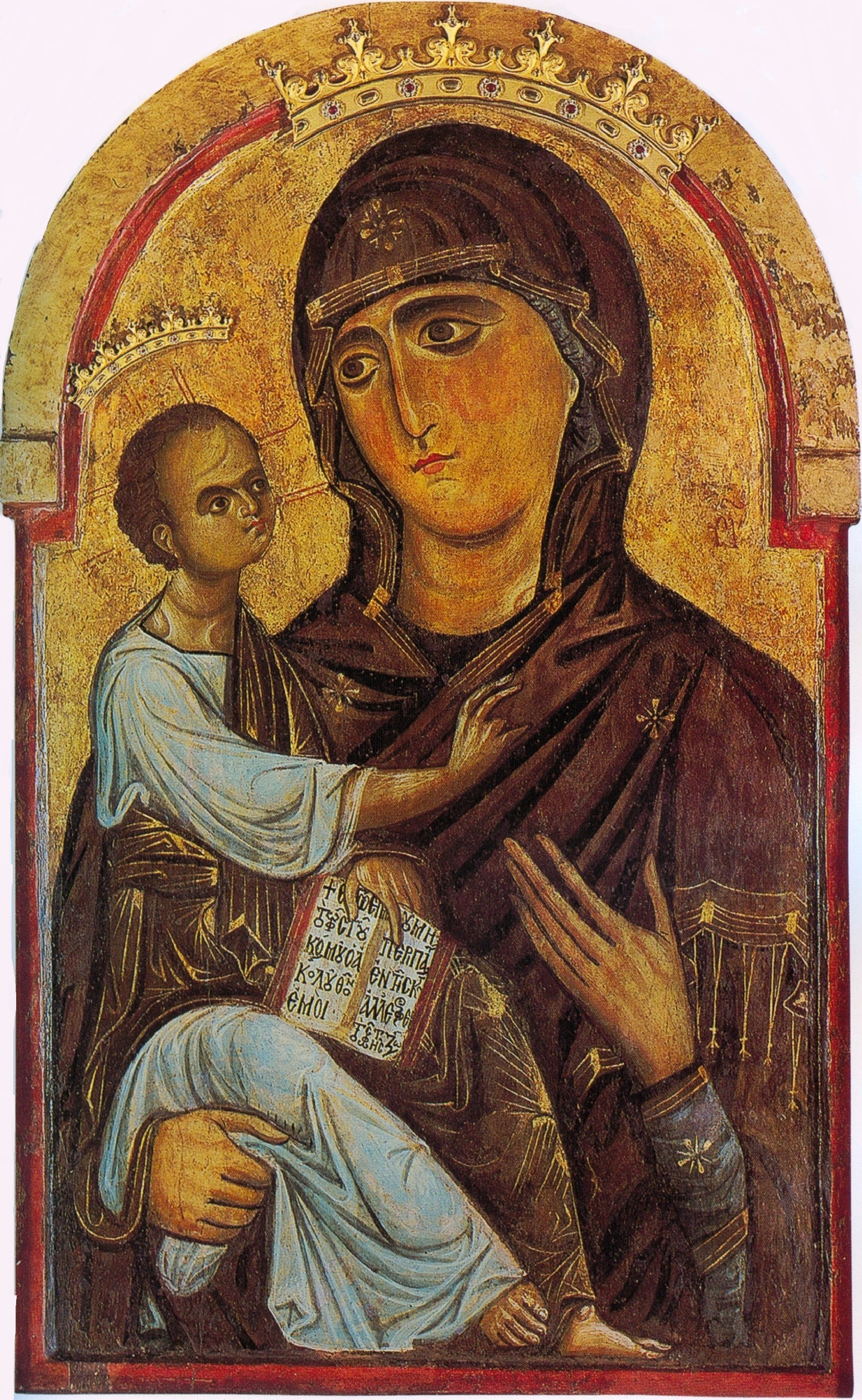
Madonna di sotto gli organi, Duomo di Pisa